# John Lloyd (rugbista)
David John Lloyd (Pontycymmer, 29 marzo 1943) è un allenatore di rugby a 15 ed ex rugbista a 15 gallese, da giocatore ricopriva il ruolo di pilone. È stato allenatore della nazionale gallese dal 1980 al 1982.

## Biografia
Giocatore del Bridgend RFC, del quale fu anche capitano e, in seguito, allenatore, fece il suo esordio con il Galles il 15 gennaio 1966 contro l'Inghilterra. La sua ultima partita internazionale è invece del 3 febbraio 1973 contro la Scozia.
Con la nazionale ha disputato 24 partite, di cui tre da capitano, vincendo quattro Cinque Nazioni (1966, 1969, 1970, 1973) e una Triple Crown (1969).
Nel dicembre 1979 è diventato coach del Galles, carica che ha mantenuto per 14 partite fino al 1982. Si è dimesso dopo una sconfitta casalinga 34-18 contro la Scozia. Al suo posto venne ingaggiato John Bevan.
Dopo la carriera rugbystica è diventato insegnante ed è andato in pensione nel 2005 a 65 anni.